# Epanastasis atlanticella
Epanastasis atlanticella is een vlinder uit de familie van de dominomotten (Autostichidae). De wetenschappelijke naam van de soort is, als Symmoca atlanticella, voor het eerst geldig gepubliceerd in 1937 door Lucas.

## Andere combinaties
- Symmoca atlanticella Lucas, 1937
- Chersogenes atlanticella (Lucas, 1937)